# Mel Gibson
Mel Columcille Gerard Gibson (Peekskill, 3 gennaio 1956) è un attore, produttore cinematografico, produttore televisivo, regista e sceneggiatore statunitense.

Firma di Mel Gibson

Tra i volti più noti di Hollywood, Gibson ha ottenuto ampio successo commerciale e di critica sia come attore che come regista. Salito alla ribalta grazie alle serie cinematografiche d'azione Mad Max e Arma letale, nel corso del tempo ha coperto ruoli più drammatici e introspettivi in pellicole come L'uomo senza volto e Il patriota.
Parallelamente all'attività di attore, è anche regista di numerosi film di successo; nel 1995 dirige il colossal storico Braveheart - Cuore impavido, che gli valse due Premi Oscar, uno come miglior regista e l'altro come miglior film. Nel 2004 ha diretto il film incentrato sulle ultime ore di Gesù di Nazareth, La passione di Cristo, nel 2006 Apocalypto, ambientato nel declino della civiltà Maya e, nel 2016, La battaglia di Hacksaw Ridge, pellicola bellica ambientata durante la seconda guerra mondiale.
I suoi film si sono spesso rivelati dei successi al botteghino, complessivamente le opere alle quali ha preso parte hanno generato incassi superiori ai 4,2 miliardi di dollari.

## Biografia

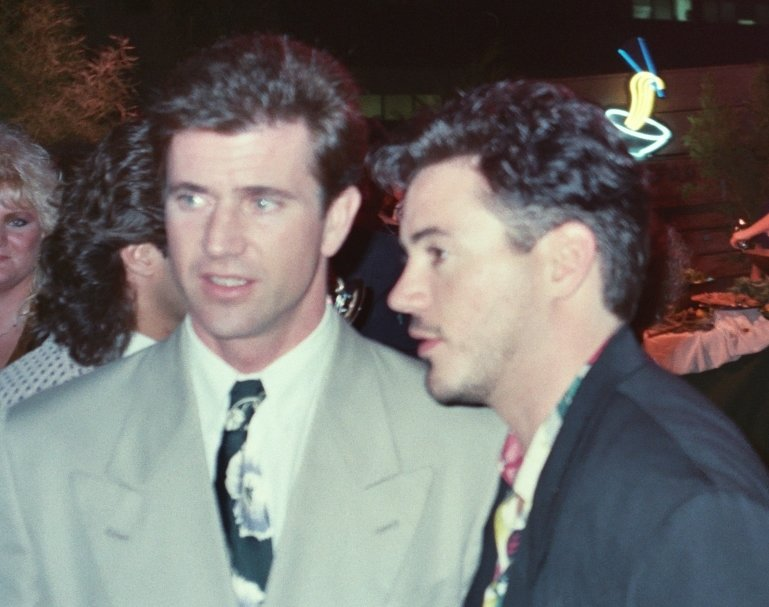
Mel Gibson con Robert Downey Jr. alla prima di Air America (1990)

Gibson nasce a Peekskill, nello stato di New York, sestogenito di dieci figli (più uno adottato) da padre statunitense di origini britanniche, lo scrittore Hutton Gibson, e da madre irlandese, Anne Reilly. Anche Donal, uno dei suoi fratelli, è un attore. Nel 1968, all'età di 12, anni Gibson si trasferisce con la famiglia in Australia in seguito a una vincita in denaro del padre al famoso quiz della TV statunitense Jeopardy! Altre fonti riportano che la cifra di 145000 $ è ottenuta tramite un indennizzo assicurativo per un infortunio sul lavoro. Studia al St Leo's Catholic College di Wahroonga, Nuovo Galles del Sud. La lontananza dagli Stati Uniti permette ai suoi fratelli maggiori di evitare l'arruolamento per la Guerra del Vietnam. Nei primi film interpretati l'attore mostra un marcato accento australiano. Mel Gibson, pur essendo cresciuto in Australia, non ha mai rinunciato alla cittadinanza statunitense in favore di quella australiana.

### Gli esordi e gli anni settanta e ottanta
Nel 1977 si diploma presso l'accademia di arte drammatica di Sydney (la NIDA), iniziando subito a ottenere delle particine in serie televisive come The Sullivans, Cop Shop e Punishment, e in un film: Summer City - Un'estate di fuoco. Nel 1979 viene scelto da George Miller come protagonista del film Interceptor, dove interpreta il ruolo di "Mad" Max Rockatansky (e nello stesso anno recita nel film Tim - Un uomo da odiare). Il film ottiene un tale successo da generare due sequel, entrambi interpretati da Gibson: Interceptor - Il guerriero della strada (1981) e Mad Max oltre la sfera del tuono (1985).
Nel 1984 Gibson recita ne Il Bounty accanto a Anthony Hopkins mentre nel 1987 ottiene la parte in Arma letale, un film di Richard Donner che porta l'attore al successo internazionale. Il consenso di pubblico si ripete con gli altri tre film della serie, Arma letale 2 (1989), Arma letale 3 (1992) e Arma letale 4 (1998), in cui Gibson interpreta Martin Riggs, un poliziotto di Los Angeles vedovo e reduce dal Vietnam, soprannominato "Arma letale" per la sua capacità nell'uso delle armi e nei combattimenti corpo a corpo. Riggs rappresenta un pericolo per se stesso e per i colleghi che gli stanno vicino, poiché compie spesso gesti estremi al limite del suicidio. Per limitarlo gli viene affiancato Roger Murtaugh (Danny Glover), un esperto poliziotto che a differenza di Riggs ha famiglia, è prossimo alla pensione e ci tiene a evitare i guai. La difficile convivenza tra i due si consolida col tempo e con la assidua frequentazione anche al di fuori del lavoro. Per poter interpretare Riggs nel secondo capitolo della serie, Gibson rifiuta la parte dell'Uomo Pipistrello nel film Batman (1989).

### Gli anni novanta e l'esordio da regista

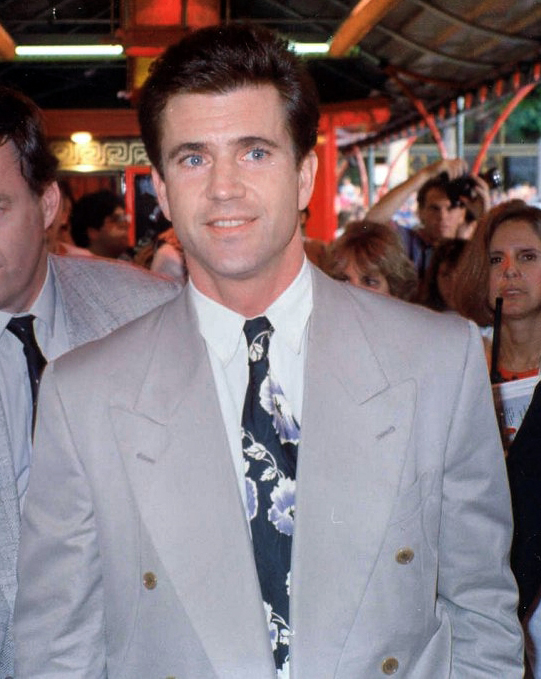
Mel Gibson alla prima di Air America (1990)

Nei primi anni novanta Gibson raggiunge una notevole fama che gli permette di accettare ruoli più complessi come quello di Amleto (1990) nel film di Franco Zeffirelli. Continua a interpretare ruoli d'azione in Air America (1990), Due nel mirino (1990) e più impegnativi in Amore per sempre (1992) e Maverick (1994). Agevolato dal fatto di poter egli stesso produrre i film attraverso la "ICON Entertainment International", nel 1993 l'esordio come regista ne L'uomo senza volto: la vicenda di un professore che, sfigurato in volto dopo un incidente, si isola dal mondo e instaura un rapporto speciale con un ragazzino a cui dà lezioni private.
Questo film è solo la prova generale per il lavoro che segna la carriera di Gibson: Braveheart - Cuore impavido (1994). Girato in Scozia e Irlanda e ambientato in Scozia, racconta la storia del patriota scozzese William Wallace, che tenta di cacciare gli inglesi dalla propria terra. Il personaggio di Wallace e la sceneggiatura vengono modificati in modo da spettacolarizzare il film, come Gibson afferma in un'intervista. Con un incasso di 200 milioni di dollari, a fronte di una spesa di 70 milioni di dollari, il film è un successo e viene premiato nella notte degli Oscar del 1996 come miglior film e Gibson ottiene la statuetta come miglior regista, diventando uno dei quattro attori-registi a essere riuscito nell'impresa: gli altri sono Woody Allen per Io e Annie nel 1978, Kevin Costner per Balla coi lupi nel 1991 e Clint Eastwood (2 volte) per Gli spietati nel 1993 e Million Dollar Baby nel 2005.
Nel 1995 in Pocahontas, il film di animazione della Walt Disney, Gibson presta la voce al personaggio di John Smith, l'inglese che si innamora della figlia del capo del villaggio vicino al quale sbarcano i conquistatori alla ricerca dell'oro. Nel seguito del film Pocahontas II - Viaggio nel nuovo mondo, sarà il fratello Donal a doppiare il personaggio. Nel 1997 interpreta Ipotesi di complotto con Julia Roberts, nei panni di Jerry Fletcher, un tassista complottista che si ritroverà ad essere perseguitato dalla CIA. Nel 1998 esce l'ultimo capitolo della tetralogia, Arma letale 4, insieme a Danny Glover.

### Anni 2000
Doppia Rocky, il gallo di Galline in fuga, il film in plastilina del duo Lord e Park e recita da protagonista nel film Il patriota, insieme a Heath Ledger.
La sua terza opera da regista è La passione di Cristo (2004), un film che fa molto discutere e che racconta le ultime ore di Cristo e la sua crocefissione sul Golgota. Sceneggiato sulla base dei Vangeli e di testi come i diari di Anna Katharina Emmerick e Storia di Cristo dello scrittore Giovanni Papini, e girato sul set naturale di Craco e dei Sassi di Matera come Il Vangelo secondo Matteo di Pasolini, la pellicola raccoglie tanti consensi quanto feroci critiche; con esso si va a delineare ancora meglio lo sviluppo di un genere cinematografico chiamato tipicamente "gibsoniano": molto realismo negli eventi più sanguinosi, soprattutto nella terrificante sequenza della flagellazione, contraddistingue la pellicola come già del resto si era visto nel precedente Braveheart e come si vedrà in Apocalypto, pellicola uscita a fine 2006. Alla sua uscita nelle sale La passione di Cristo scatena feroci dibattiti, specie per le accuse di eccessiva violenza e di antisemitismo. La pellicola incassa a livello internazionale circa 611400000 $; nelle sale USA incassa ben 370782930 $ mentre in Italia incassa circa 19939336 €, diventando il film più visto nelle festività di Pasqua del 2004.
A fine 2006 esce nelle sale Apocalypto. Il film, girato interamente nella penisola dello Yucatán con un budget di circa 40 milioni di dollari, è accompagnato da giudizi positivi e alcune polemiche, soprattutto riguardanti i Maya, descritti come un popolo cruento e primitivo; benché esistano notevoli prove storiche, archeologiche e antropologiche sulla numerosità e crudeltà dei loro sacrifici, i Maya erano anche un popolo di grande cultura e intelletto e con una profonda cura per l'igiene: ciò non viene rappresentato nel film. Mentre La Passione è doppiato in latino e aramaico, i dialoghi di Apocalypto sono in Yucateco, lingua contemporanea considerata vicina all'antica lingua maya.

### Anni 2010

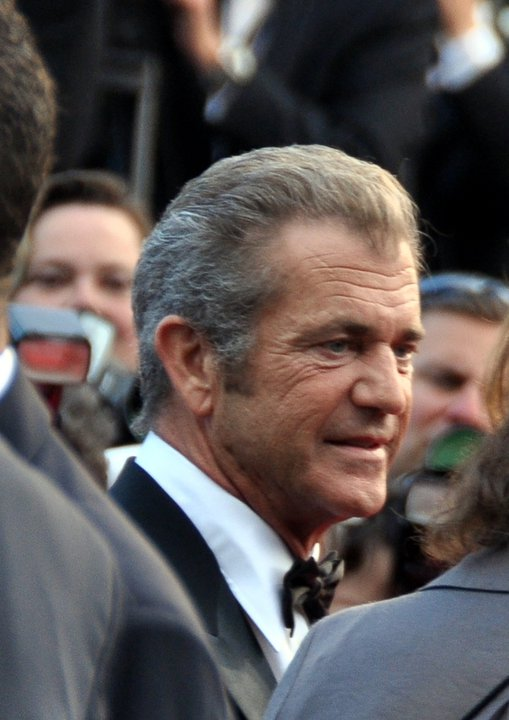
Mel Gibson al Festival di Cannes 2011

Nel 2010, dopo cinque anni di pausa dal set, Gibson interpreta un poliziotto in cerca di vendetta per la morte della figlia in Fuori controllo, per la regia di Martin Campbell. L'anno successivo è protagonista al fianco di Jodie Foster e del giovane Anton Yelchin nel film Mr. Beaver (2011), diretto da Foster. Nel 2012 è protagonista del film d'avventura Viaggio in paradiso, in cui interpreta un rapinatore che viene arrestato e rinchiuso in una prigione messicana, mentre nel 2013 è nel ruolo del villain in Machete Kills, al fianco di Danny Trejo.
Nel 2014 si unisce al cast del terzo film della serie dei mercenari, intitolato I mercenari 3, interpretando l'antagonista principale, dopo aver rifiutato l'offerta come regista propostagli da Sylvester Stallone. Nel 2016 interpreta un ex-galeotto nel film Blood Father di Jean-François Richet. Nello stesso anno presenta al Festival di Venezia la pellicola da lui diretta, La battaglia di Hacksaw Ridge, per cui viene candidato all'Oscar per la migliore regia. Nel 2017, assieme a Mark Wahlberg, prende parte alla commedia Daddy's Home 2.

### Anni 2020
Negli anni 2020, Gibson ha preso parte a numerose pellicole di vario genere. Tra i film di maggior successo in questo periodo della sua carriera vi sono Omicidio a Los Angeles e Father Stu, in cui è protagonista assieme a Mark Wahlberg.
È stato annunciato che il sequel della Passione di Cristo, ancora diretto e prodotto da Gibson, dovrebbe uscire nelle sale nel 2026.

## Vita privata
Sposato dal 1980 al 2006 con l'infermiera Robyn Moore, dal matrimonio nascono sette figli: Hannah (1980), Edward e Christian (1982), William (1985), Louis (1988), Milo (1990) e Thomas (1999). Il divorzio della coppia è uno dei più costosi nella storia di Hollywood, con un valore totale di oltre 420 milioni di dollari.
Successivamente ha una relazione con la musicista russa Oksana Grigorieva, dalla quale nel 2009 ha una figlia, Lucia. La musicista lo lascia e lo denuncia a causa di maltrattamenti, insulti a sfondo razzista e minacce di morte via telefono. Per questi reati, nel marzo 2011, Gibson patteggia con i giudici di Los Angeles 3 anni di libertà vigilata, un programma di riabilitazione psichica e 600 dollari di ammenda. Sempre per questi motivi l'attore viene licenziato dall'agenzia William Morris Endeavor Entertainment. Nell'aprile del 2011 Gibson rompe il silenzio riguardo all'incidente, dichiarandosi innocente. Nel settembre 2011 patteggia con il tribunale di Los Angeles il pagamento di 750 000 dollari a titolo di risarcimento per la Grigorieva, nonché la rinuncia all'affidamento della figlia.
Dal 2014 è sentimentalmente legato alla sceneggiatrice televisiva Rosalind Ross, dalla quale ha avuto un figlio, Lars Gerard (nato il 20 gennaio 2017).
Nel 1985 Mel Gibson è votato dalla rivista People l'uomo più sexy del mondo.
È un cattolico conservatore e diverse sue produzioni cinematografiche, come La passione di Cristo, rivelano il suo lato spirituale. Come il padre, Hutton Gibson, anche Mel ha in più occasioni criticato il Concilio Vaticano II, accostandosi a posizioni sedevacantiste. In più occasioni Mel ha affermato di essere contro l'aborto.

## Controversie
Negli anni, Gibson è stato al centro di numerose controversie, sia per problemi con la giustizia sia a causa di dichiarazioni razziste e discutibili. In più occasioni è stato criticato per insulti razzisti e omofobi a seguito di alcune controverse interviste e, nel 2006, è stato arrestato per guida in stato di ebbrezza.
A febbraio 2011 è stato accusato di aver rivolto insulti antisemiti a un agente di polizia. In seguito all'episodio è stato ricoverato in una clinica per curarsi dalla dipendenza dall'alcol.
Gibson ha affermato di non credere nella teoria evoluzionistica di Darwin.
Ha espresso un giudizio negativo sui quattro anni di presidenza di Joe Biden. Secondo l'attore, Biden era espressione di un "Marxismo velato".
Il 16 gennaio 2025 Donald Trump, appena eletto presidente degli USA per la seconda volta, ha annunciato che Gibson ricoprirà un  ruolo come ambasciatore speciale a Hollywood, assieme ai colleghi Jon Voight e Sylvester Stallone; con l'obiettivo che questi attori rendano Hollywood "più forte che mai riportando indietro il business perso nei paesi stranieri".

## Filmografia

### Attore

#### Cinema

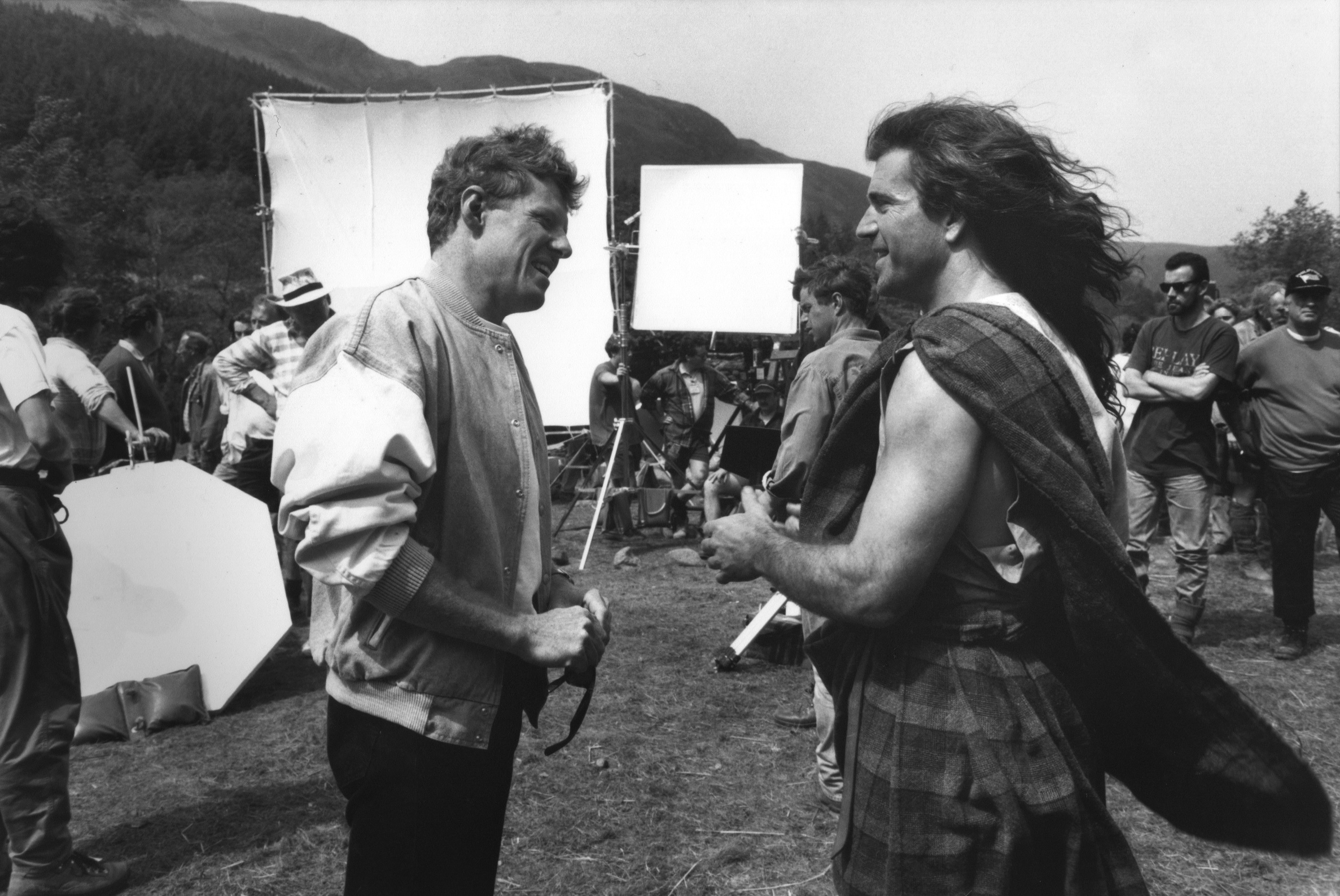
Mel Gibson sul set di Braveheart - Cuore impavido (1995)

- Summer City - Un'estate di fuoco (Summer City), regia di Christopher Fraser (1977)
- Interceptor (Mad Max), regia di George Miller (1979)
- Tim - Un uomo da odiare (Tim), regia di Michael Pate (1979)
- Detector (The Chain Reaction), regia di Ian Barry (1980) - non accreditato
- Z-Men (Attack Force Z), regia di Tim Burstall (1981)
- Gli anni spezzati (Gallipoli), regia di Peter Weir (1981)
- Interceptor - Il guerriero della strada (Mad Max 2), regia di George Miller (1981)
- Un anno vissuto pericolosamente (The Year of Living Dangerously), regia di Peter Weir (1982)
- Il Bounty (The Bounty), regia di Roger Donaldson (1984)
- Il fiume dell'ira (The River), regia di Mark Rydell (1984)
- Fuga d'inverno (Mrs. Soffel), regia di Gillian Armstrong (1984)
- Mad Max oltre la sfera del tuono (Mad Max Beyond Thunderdome), regia di George Miller e George Ogilvie (1985)
- Arma letale (Lethal Weapon), regia di Richard Donner (1987)
- Tequila Connection (Tequila Sunrise), regia di Robert Towne (1988)
- Arma letale 2 (Lethal Weapon 2), regia di Richard Donner (1989)
- Due nel mirino (Bird on a Wire), regia di John Badham (1990)
- Air America, regia di Roger Spottiswoode (1990)
- Amleto (Hamlet), regia di Franco Zeffirelli (1990)
- Arma letale 3 (Lethal Weapon 3), regia di Richard Donner (1992)
- Amore per sempre (Forever Young), regia di Steve Miner (1992)
- L'uomo senza volto (The Man Without a Face), regia di Mel Gibson (1993)
- Maverick, regia di Richard Donner (1994)
- Braveheart - Cuore impavido (Braveheart), regia di Mel Gibson (1995)
- Casper, regia di Brad Silberling (1995) - non accreditato
- The Chili Con Carne Club, regia di Jonathan Kahn - cortometraggio (1995)
- Ransom - Il riscatto (Ransom), regia di Ron Howard (1996)
- Due padri di troppo (Father's Day), regia di Ivan Reitman (1997) - non accreditato
- Ipotesi di complotto (Cospiracy Theory), regia di Richard Donner (1997)
- Favole (FairyTale: A True Story), regia di Charles Sturridge (1997) - non accreditato
- Arma letale 4 (Lethal Weapon 4), regia di Richard Donner (1998)
- Payback - La rivincita di Porter (Payback), regia di Brian Helgeland (1999)
- The Million Dollar Hotel, regia di Wim Wenders (2000)
- Il patriota (The Patriot), regia di Roland Emmerich (2000)
- What Women Want - Quello che le donne vogliono (What Women Want), regia di Nancy Meyers (2000)
- We Were Soldiers - Fino all'ultimo uomo (We Were Soldiers), regia di Randall Wallace (2002)
- Signs, regia di M. Night Shyamalan (2002)
- The Singing Detective, regia di Keith Gordon (2003)
- Scatto mortale - Paparazzi (Paparazzi), regia di Paul Abascal (2004) - non accreditato
- Chi ha ucciso l'auto elettrica? (Who Killed the Electric Car?), regia di Chris Paine - documentario (2006)
- Fuori controllo (Edge of Darkness), regia di Martin Campbell (2010)
- Mr. Beaver (The Beaver), regia di Jodie Foster (2011)
- The Brain Storm, regia di Jeff Roe - cortometraggio (2011)
- Viaggio in paradiso (Get the Gringo), regia di Adrian Grunberg (2012)
- Machete Kills, regia di Robert Rodriguez (2013)
- I mercenari 3 (The Expendables 3), regia di Patrick Hughes (2014)
- Blood Father, regia di Jean-François Richet (2016)
- Daddy's Home 2, regia di Sean Anders (2017)
- Dragged Across Concrete - Poliziotti al limite (Dragged Across Concrete), regia di S. Craig Zahler (2018)
- Il professore e il pazzo (The Professor and the Madman), regia di P. B. Shemran (2019)
- La forza della natura (Force of Nature), regia di Michael Polish (2020)
- Fatman, regia di Eshom Nelms e Ian Nelms (2020)
- Quello che non ti uccide (Boss Level), regia di Joe Carnahan (2021)
- Dangerous, regia di David Hackl (2021)
- Omicidio a Los Angeles (Last Looks), regia di Tim Kirkby (2022)
- Agent Game, regia di Grant S. Johnson (2022)
- Father Stu, regia di Rosalind Ross (2022)
- On the Line, regia di Romuald Boulanger (2022)
- Bomb Squad (Hot Seat), regia di James Cullen Bressack (2022)
- Bandit, regia di Allan Ungar (2022)
- Panama, regia di Mark Neveldine (2022)
- Confidential Informant, regia di Michael Oblowitz (2023)
- Desperation Road, regia di Nadine Crocker (2023)
- Boneyard, regia di Asif Akbar (2024)
- Monster Summer, regia di David Henrie (2024)

#### Televisione
- I Sullivans (The Sullivans) – soap opera, 1 puntata (1976)
- Punishment – serie TV (1981)
- Tickled Pink – serie TV, 1 episodio (1981)
- Selvaggi (Complete Savages) – serie TV, 3 episodi (2004-2005)
- The Continental: Dal mondo di John Wick (The Continental: From the World of John Wick) – miniserie TV, 3 episodi (2023)

### Doppiatore

#### Cinema
- Galline in fuga (Chicken Run), regia di Peter Lord e Nick Park (2000)

#### Televisione
- Pocahontas, regia di Mike Gabriel e Eric Goldberg (1995)
- I Simpson (The Simpson) - serie TV, episodio 11x01 (1999)
- The Quest for Captain Kidd, regia di Charles Vanderpool - film TV (2001) - narratore

### Produttore

#### Cinema
- Amore per sempre (Forever Young), regia di Steve Miner (1992) - non accreditato
- Braveheart - Cuore impavido (Braveheart), regia di Mel Gibson (1995)
- The Singing Detective, regia di Keith Gordon (2003)
- La passione di Cristo (The Passion of the Christ), regia di Mel Gibson (2004)
- Scatto mortale - Paparazzi (Paparazzi), regia di Paul Abascal (2004)
- The Making of 'Paparazzi'  - cortometraggio (2004)
- Leonard Cohen: I'm Your Man, regia di Lian Lunson - documentario (2005)
- Apocalypto, regia di Mel Gibson (2006)
- Another Day in Paradise, regia di Deborah Dickson - documentario (2008)
- Viaggio in paradiso (Get the Gringo), regia di Adrian Grunberg (2012)
- Stonehearst Asylum, regia di Brad Anderson (2014)
- Sound of Freedom - Il canto della libertà (Sound of Freedom) (2023) - produttore esecutivo

#### Televisione
- The Three Stooges, regia di James Frawley - film TV (2000)
- Invincible, regia di Jefery Levy - film TV (2001)
- Family Curse, regia di Dan Angel e Billy Brown - film TV (2003)
- Evel Knievel, regia di John Badham - film TV (2004)
- Clubhouse - serie TV (2004)
- Selvaggi (Complete Savages) - serie TV, 15 episodi (2004-2005)
- Carrier - serie TV, 10 episodi (2008)

### Regista
- L'uomo senza volto (The Man Without a Face) (1993)
- Braveheart - Cuore impavido (Braveheart) (1995)
- La passione di Cristo (The Passion of the Christ) (2004)
- Apocalypto (2006)
- La battaglia di Hacksaw Ridge (Hacksaw Ridge) (2016)
- Flight Risk - Trappola ad alta quota (Flight Risk) (2025)

### Sceneggiatore

#### Cinema
- La passione di Cristo (The Passion of the Christ), regia di Mel Gibson (2004)
- Apocalypto, regia di Mel Gibson (2006)
- The Brain Storm, regia di Jeff Roe - cortometraggio (2011)
- Viaggio in paradiso (Get the Gringo), regia di Adrian Grunberg (2012)

#### Televisione
- Complete Savages - serie TV, 1 episodio (2004)

## Riconoscimenti
- Premio Oscar

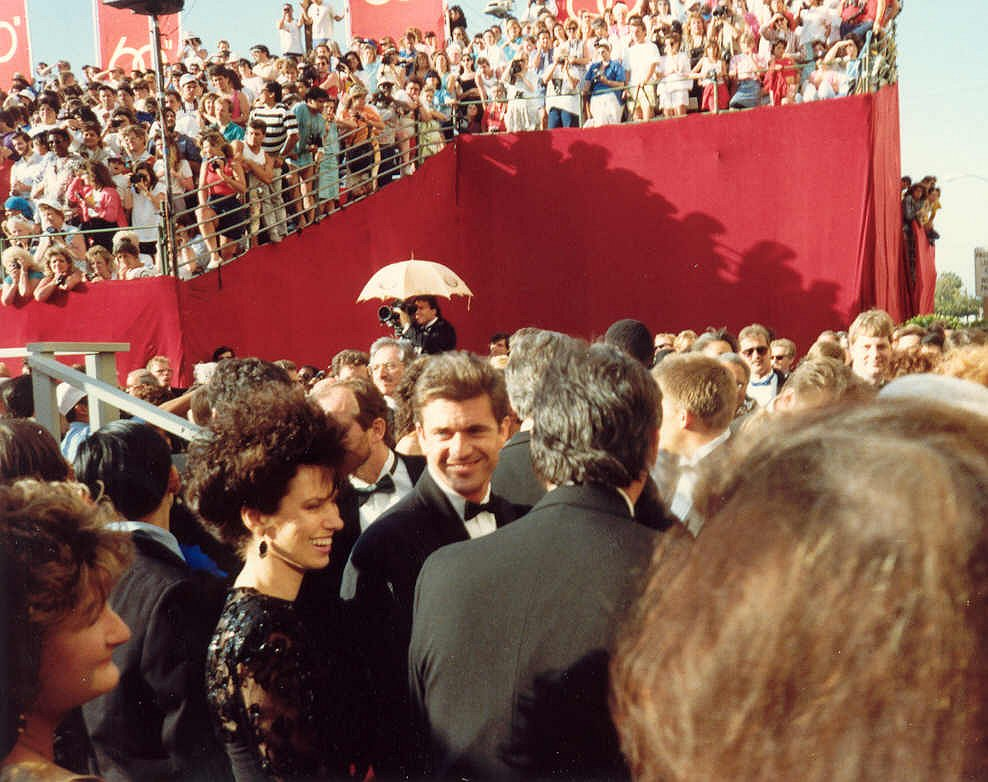
Mel Gibson con l'allora moglie Robyn Moore ai Premi Oscar 1988

  - 1996 – Miglior regista per Braveheart – Cuore impavido
  - 1996 – Miglior film per Braveheart – Cuore impavido
  - 2017 – Candidatura al miglior regista per La battaglia di Hacksaw Ridge
- Golden Globe
  - 1996 – Miglior regista per Braveheart – Cuore impavido
  - 1997 – Candidatura al miglior attore in un film drammatico per Ransom – Il riscatto
  - 2001 – Candidatura al miglior attore in un film commedia o musicale per What Women Want – Quello che le donne vogliono
  - 2017 – Candidatura al miglior regista per La battaglia di Hacksaw Ridge
- Premio BAFTA
  - 1996 – Candidatura al miglior regista per Braveheart – Cuore impavido
  - 2007 – Candidatura al miglior film non in lingua inglese per Apocalypto
- Directors Guild of America
  - 1996 – Candidatura al miglior regista per Braveheart – Cuore impavido
- Hollywood Film Awards
  - 2004 – Produttore dell'anno per La passione di Cristo
- Satellite Award
  - 2005 – Miglior regista per La passione di Cristo
- MTV Movie Award
  - 1993 – Candidatura all'attore più attraente per Arma letale 3
  - 1993 – Miglior coppia (condiviso con Danny Glover) per Arma letale 3
  - 1993 – Candidatura al miglior bacio (condiviso con Rene Russo) per Arma letale 3
  - 1993 – Miglior sequenza d'azione per Arma letale 3
  - 1996 – Candidatura all'attore più attraente per Braveheart – Cuore impavido
  - 1996 – Candidatura alla miglior performance maschile per Braveheart – Cuore impavido
  - 1999 – Candidatura alla miglior sequenza d'azione per Arma letale 4
  - 2001 – Candidatura alla miglior performance maschile per Il patriota
- Razzie Awards
  - 2015 – Candidatura al peggior attore non protagonista per I mercenari 3
  - 2018 – Peggior attore non protagonista per Daddy's Home 2
  - 2022 – Candidatura al peggior attore non protagonista per Dangerous

## Doppiatori italiani
Nelle versioni in italiano delle opere in cui ha recitato, Mel Gibson è stato doppiato da:
- Claudio Sorrentino in Arma letale, Tequila Connection, Arma letale 2, Due nel mirino, Arma letale 3, Amore per sempre, L'uomo senza volto, Maverick, Braveheart - Cuore impavido, Ransom - Il riscatto, Ipotesi di complotto, Arma letale 4, Payback - La rivincita di Porter, The Million Dollar Hotel, Il patriota, What Women Want - Quello che le donne vogliono, We Were Soldiers - Fino all'ultimo uomo, Signs, Selvaggi, Fuori controllo, Mr. Beaver, Machete Kills, Blood Father, Dragged Across Concrete - Poliziotti al limite, La forza della natura, Fatman
- Rodolfo Bianchi ne Il professore e il pazzo, Boss Level, Omicidio a Los Angeles, Father Stu, On the Line, Bomb Squad, Agent Game, The Continental: Dal mondo di John Wick
- Massimo Giuliani ne Gli anni spezzati, Un anno vissuto pericolosamente, Il Bounty, Il fiume dell'ira, Mad Max oltre la sfera del tuono
- Mario Cordova in Daddy's Home 2, Dangerous, Bandit, Panama, Confidential Informant
- Carlo Marini in Interceptor, Detector, Interceptor - Il guerriero della strada
- Sergio Luzi in Summer City - Un'estate di fuoco, Tim - Un uomo da odiare
- Oliviero Dinelli in Z-Men
- Massimo Venturiello in Fuga d'inverno
- Luca Ward in Air America (entrambi i doppiaggi)
- Giancarlo Giannini in Amleto
- Alessandro Rossi in Due padri di troppo
- Maurizio Fardo in Favole
- Carlo Valli in The Singing Detective
- Pino Insegno in Viaggio in paradiso
- Nino Prester ne I mercenari 3

Da doppiatore è sostituito da:
- Pino Insegno in Pocahontas[29]
- Claudio Sorrentino ne I Simpson
- Christian De Sica in Galline in fuga